# 小行星37582
小行星37582（37582 Faraday）是一颗绕太阳运转的小行星，为主小行星带小行星。该小行星于1990年10月12日发现。
該小行星以英國物理學家麥可·法拉第命名。

## 轨道参数
小行星37582的轨道半长轴为2.2664371 UA，离心率为0.153。